# Lukáš Jan Fošum
Lukáš Jan Fošum (* 1. května 1977, České Budějovice) je český římskokatolický duchovní, morální teolog a člen dominikánského řádu. V současnosti[kdy?] působí jako vysokoškolský pedagog na Cyrilometodějské teologické fakultě Univerzity Palackého v Olomouci. Dne 23. ledna 2018 jej provinční kapitula české dominikánské provincie zvolila provinciálem, generál řádu Bruno Cadoré tuto volbu potvrdil.